# Mel Galley
Pour les articles homonymes, voir Galley.
Melvin Galley, dit Mel Galley, né le 8 mars 1948 à Cannock et mort dans le Staffordshire des suites d'un cancer de l'œsophage le 1er juillet 2008 (à 60 ans), est un musicien britannique  
Il fait une brillante carrière de guitariste de hard rock au sein de nombreux groupes britanniques dont Trapeze, sa carrière culminant lorsqu'il rejoint Whitesnake en octobre 1982 pour y remplacer Bernie Marsden. Un stupide accident survenu en Allemagne en avril 1984, et aggravé par une erreur médicale, lui fait perdre presque complètement l'usage de sa main droite et le contraint à quitter Whitesnake.